# NGC 7719/2
NGC 7719/2 је спирална галаксија у сазвежђу Водолија која се налази на NGC листи објеката дубоког неба.
Деклинација објекта је - 22° 58' 40" а ректасцензија 23h 38m 2,5s. Привидна величина (магнитуда) објекта NGC 7719 износи 16,2 а фотографска магнитуда 17,0.